# ISU-152
L'ISU-152 (Istrebitelnaja Samochodnaja Ustanovka-152) era un semovente prodotto in Unione Sovietica durante la seconda guerra mondiale. Era realizzato sullo scafo del carro armato IS-2.

## Sviluppo
Lo sviluppo dell'ISU-152 fu dettato dalla necessità di dover sostituire il precedente semovente SU-152 realizzato sullo scafo del carro KV, la cui produzione era cessata con l'entrata in servizio del nuovo carro IS.
I lavori che portarono alla realizzazione di questo nuovo semovente furono svolti sotto la supervisione del capo ingegnere Žozef Jakovlevič Kotin. Il progettista principale era G. N. Moskvin. Il prototipo del semovente fu designato Oggetto 241 e fu pronto nell'ottobre 1943. Subito iniziarono i test che furono superati con successo e nel novembre dello stesso anno venne avviata la produzione. Il semovente doveva inizialmente assumere la designazione di IS-152 ma in seguito venne designato ufficialmente ISU-152. La produzione avvenne negli stabilimenti di Čeljabinsk o ČKZ (Čeljabinskij Kirovskij Zavod) che in un mese passarono dalla fabbricazione del SU-152 a quella dell'ISU-152. La produzione del semovente si concluse nel 1947 e in totale furono 3.242 gli ISU-152 realizzati, 1.885 dei quali durante il conflitto.

## Descrizione tecnica

Posizioni dei membri dell'equipaggio dell' ISU-152: 1. Guidatore 2. Comandante 3. Cannoniere 4. Operatore della culatta 5. Caricatore.

Il nuovo semovente era esternamente molto simile al mezzo che aveva sostituito. Anche nel ISU-152 il cannone era posto in casamatta. L'arma utilizzata era il cannone ML-20S, versione per carri dell'ML-20. Il mezzo trasportava una riserva di 20 colpi, di solito 13 ad alto esplosivo e 7 perforanti.
All'interno lo scafo era diviso in due compartimenti. Nella parte posteriore si trovava il motore e la trasmissione mentre la parte anteriore era occupata dal compartimento di combattimento che ospitava l'equipaggio e il cannone. Questo era montato leggermente spostato sulla destra rispetto alla mezzeria del veicolo. Alla sinistra dell'arma trovavano posto il pilota, il cannoniere e il caricatore. Sull'altro lato si trovava il comandante e dietro di lui l'operatore radio. Le sospensioni adottavano lo schema a barre di torsione, 12 in tutto, che erano collegate alle sei ruote disposte su ogni lato. Alle estremità del cingolo, e più in alto delle altre sei ruote, erano posizionate la ruota motrice e quella di rimando. Nella parte posteriore si trovava la ruota motrice mentre quella anteriore fungeva da ruota di rimando. In alto il cingolo, composto da novanta maglie, scorreva su tre rulli reggicingolo.
All'interno del compartimento di combattimento erano sistemati due serbatoi del carburante, (gasolio) mentre un altro era posizionato nel vano motore. Era possibile sistemare esternamente nella parte posteriore del mezzo altri quattro serbatoi supplementari, non collegati a quelli interni. L'impianto elettrico era alimentato da un generatore da 1 kW ed erano presenti quattro batterie. Era disponibile corrente sia a 12 sia a 24 V.
Tutti i portelli del mezzo erano dotati di periscopi. Per il puntamento erano disponibili un mirino telescopico ST-10 (CT-10), per distanze inferiori ai 900 metri, e uno panoramico per distanze fino a 3.500 metri. In combattimento la necessità di dover passare da un mirino all'altro a seconda della distanza poteva creare qualche difficoltà al cannoniere.
Un sistema interfonico TPU-4-BisF garantiva le comunicazioni all'interno del mezzo. Una radio tipo 10R permetteva di comunicare con gli altri mezzi. In seguito l'apparecchio venne sostituito e fu montata una versione migliorata denominata 10RK. All'interno del mezzo l'equipaggio disponeva di due fucili mitragliatori PPŠ e di 20 granate F-1 per la difesa ravvicinata.
Durante la produzione furono effettuate piccole modifiche. Fu montata una mitragliatrice DŠK da 12,7 mm per la difesa dagli attacchi aerei. Nel 1944 la piastra frontale della corazzatura fu aumentata e portata allo spessore di 100 mm dai 60 mm iniziali. Dopo il conflitto vennero effettuate altre modifiche quali la installazione di apparati per la visione notturna, il motore V-2-IS fu sostituito con il V-54 e la dotazione di colpi fu portata a 30.

## Impiego
Dalla sua entrata in servizio il mezzo ha preso parte a tutte le più importanti battaglie che videro impegnata l'Armata Rossa fino alla fine del conflitto. Gli ISU-152 erano organizzati all'interno di reggimenti autonomi di artiglieria semovente o OTSAP (Otdel'nij Tjažëlij Samochodno-Artillerijskij Polk). Dal maggio del 1943 alla fine del conflitto verranno formati 53 OTSAP, alcuni dei quali trasformando precedenti reggimenti di carri. Ogni reggimento aveva in dotazione ventuno semoventi organizzati in quattro batterie di cinque mezzi ognuna, un semovente, peraltro identico agli altri 20 non essendo stata realizzata una particolare versione comando dell'ISU-152, era a disposizione del comandante dell'unità. Questo di solito aveva il grado di colonnello o di tenente colonnello. Le batterie erano invece comandate da un capitano mentre ogni mezzo era comandato da un tenente o un sottotenente. Pilota e cannoniere avevano il grado di sottufficiale mentre gli altri due membri dell'equipaggio erano soldati semplici. A partire dal dicembre del 1944 vennero formate delle Brigate Semoventi Guardie. Queste unità erano dotate di 65 ISU-152. Benché fosse disponibile un mezzo quasi identico, l'ISU-122, ogni unità fu sempre dotata solo di un tipo di mezzo per evitare problemi di natura logistica, legata al differente calibro dell'armamento, e operativa.
Il ruolo principale svolto dall'ISU-152 era quello di cannone semovente pesante d'assalto. In questo impiego utilizzava il proiettile OF-540 ad alto esplosivo. La spoletta di questo proiettile permetteva di utilizzarlo sia a frammentazione, in campo aperto, sia ad impatto, contro fortificazioni o altri obiettivi cosiddetti solidi. Il mezzo venne impiegato anche nei combattimenti nelle città. In questo caso la potenza del suo armamento poteva avere ragione di qualsiasi tipo di postazione, fortificata o meno. In questo ambiente il semovente era però molto vulnerabile, soprattutto alle armi controcarro individuali. Pertanto veniva accompagnato sempre da una squadra di fanti composta da un tiratore scelto e da soldati muniti di armi automatiche. In alcuni casi era presente anche un geniere dotato di lanciafiamme o cariche di demolizione. Questa squadra precedeva il mezzo eliminando ogni opposizione e liberandogli la strada. Questa tattica si dimostrò efficace e dove non venne applicata le perdite di ISU-152 furono piuttosto alte.
Il semovente poteva svolgere, come compito secondario, anche il compito di cacciacarri. A ridurne l'efficacia in questo ruolo era la sua bassa cadenza di tiro, limitata in pratica al massimo di due colpi al minuto. In questo caso veniva utilizzato il proiettile perforante BR-540 che pesava 48,9 kg. Veniva utilizzato in batterie composte da cinque semoventi principalmente per tendere imboscate, seguite subito da velocissimi riposizionamenti. In questo modo i diversi carri si potevano coprire a vicenda. Il proiettile BR-540 si dimostrava capace di penetrare la corazza di ogni carro avversario entro un raggio di 600 metri (a distanze maggiori la sola forza esplosiva del proietto era capace di distruggere qualsiasi mezzo tedesco allora in servizio, compreso il temuto Panzer VI Tiger II), in caso di combattimento a distanza ravvicinata, la sola forza d'inerzia poteva strappare via la torretta di un carro avversario.
Ancora più marginale fu l'impiego dell'ISU-152 come vero e proprio semovente d'artiglieria. Nonostante disponesse di un efficace cannone il numero limitato di proiettili trasportati ne limitava l'impiego, era tuttavia utilizzato in modo analogo a un semovente per la distruzione dei cacciacarri tedeschi, vista la sua capacità di ingaggiarli con precisione a 3000 m di distanza.
Durante la guerra ad otto OTSAP, quale riconoscimento del loro valore in combattimento, fu dato il nome di alcune città da loro liberate e ad altri tre fu conferita l'onorificenza dell'Ordine della Bandiera Rossa.
I semoventi ISU-152 furono usati l'ultima volta per sedare la rivolta ungherese del 1956.

## Versioni
ISU-152
Prima versione prodotta utilizzando lo scafo dell'IS-2 modello 1943. La corazza frontale era ottenuta con una singola fusione.
ISU-152
Seconda versione realizzata su scafo del carro IS-2 modello 1944. La corazzatura frontale era ora composta da due piastre saldate. Era inoltre presente uno scudo a protezione del cannone e la capacità dei serbatoi era stata aumentata. Su alcuni veicoli venne montata la mitragliatrice DShK da 12,7 mm per la difesa contraerea. Questa modifica venne effettuata sia su esemplari di nuova produzione che su veicoli sottoposti a lavori di riparazione.
ISU-152-2
Versione cacciacarri del semovente, sostituiva l'obice/cannone ML-20s con un armamento derivato da un'artiglieria navale, il BR-2. Lo scafo così modificato presentava caratteristiche anticarro eccezionali, unite a una buona precisione anche su distanze maggiori a 2700 m. Questa soluzione però presentava inconvenienti durante le marce per colpa delle oscillazioni; gli organi d'elevazione pneumatici del cannone spesso cedevano, facendo cadere l'alzo in assetto di marcia e interrando la bocca da fuoco. Gli equipaggi, prima che entrasse in servizio la modifica con il reggicanna, usavano bloccarla con delle corde o catene durante gli spostamenti. Il mezzo non appariva tuttavia sbilanciato dal peso, e la velocità diminuì solo di 8 km/h.
Objekt 704
Prototipo sviluppato nel 1945, usando componenti dell'IS-2 e dell'IS-3; la corazzatura era stata aumentata di spessore, l'inclinazione incrementata (specie sul frontale, spesso 120 mm) e l'armamento era passato a un obice ML-20 SM da 152 mm, senza freno di sparo. Erano disponibili anche due mitragliatrici pesanti DŠK da 12,7 mm. Non fu mai prodotto in serie a causa dei problemi meccanici derivanti dall'eccessivo rinculo dell'arma principale.

## Esemplari sopravvissuti
Sono molti gli esemplari conservati di questo semovente. Molti sono utilizzati all'interno di alcuni monumenti ai Caduti della Grande Guerra Patriottica. Altri si trovano nei musei militari della Russia e dell'Ucraina. Esemplari di ISU-152 sono esposti in Polonia, Finlandia e Israele.